# Hermann-Joseph Busley
Hermann-Joseph „Hejo“ Busley (* 20. Oktober 1930 in Köln) ist ein deutscher Historiker und Archivar.

## Leben
Hejo Busley wurde 1930 als fünftes von sechs Geschwistern geboren und besuchte von 1941 bis 1943 in Köln das Humanistische Gymnasium und dann das Gymnasium in Koblenz. Er legte dort 1950 das Abitur ab. Im Anschluss nahm er ein Studium der Fächer Geschichte, Katholische Theologie und Latein an der Universität Bonn auf. 1953 wechselte er nach München. Er hätte gerne Architektur oder Medizin studiert, konnte das aber wegen der vorgeschriebenen unbezahlten Praktika nicht, da er sich nach dem frühen Tod des Vaters den Lebensunterhalt neben dem Studium selbst verdienen musste. 1954 erhielt er eine halbe Assistentenstelle am Historischen Seminar der Universität München. 1956 promovierte er im Hauptfach Mittelalterliche Geschichte mit einer Dissertation über „Die Geschichte des Freisinger Domkapitels von den Anfängen bis zur Wende des 14./15. Jahrhunderts“. 1956/57 arbeitete er am Institut der Görres-Gesellschaft in Rom über die „Geschichte des Päpstlichen Staatssekretariats“.
Von 1957 bis 1960 absolvierte Hejo Busley das Referendariat für den Höheren Dienst an der Archivschule in München. Nachfolgend trat er in den Dienst des Bayerischen Hauptstaatsarchivs, an dem er bis zu seiner Pensionierung 1995 tätig blieb. Dort leitete er von 1973 bis 1977 das „Geheime Staatsarchiv“, anschließend die Abteilung „Neuere Bestände“; ab 1981 als Leitender Archivdirektor.
Hejo Busley unterrichtete als Dozent an der Archivschule München sowie an der Bayerischen Beamtenfachhochschule. 1978 erhielt er einen Lehrauftrag für Bayerische Geschichte am Institut für Bayerische Geschichte der LMU und ab 1988 zusätzlich einen Lehrauftrag für Quellenkunde zur bayerischen Geschichte am Institut für Bayerischen Volkskunde. 1989 wurde Hejo Busley von der Universität München zum Honorarprofessor für Bayerische Geschichte berufen und wirkte an der Ausbildung der Landeshistoriker mit.
1960 heiratete er Edeltraud Illinger. Am Wohnort Eichenau und im Landkreis Fürstenfeldbruck engagierte sich Hejo Busley auf kultur- und schulpolitischem Gebiet (1968 Gründer der Musikschule; langjähriger Elternbeirat in Volksschule und Gymnasien; Vorkämpfer für ein Gymnasium in Eichenau/Puchheim). 1992 erschien die von ihm konzipierte Geschichte des Landkreises Fürstenfeldbruck (zugleich Mitherausgeber und Mitautor). Neben vielfältigen Tätigkeiten in der katholischen Kirche schrieb er auch den Kirchenführer für die örtliche Gemeinde. Zum 100-jährigen Jubiläum der politischen Gemeinde (2007) erarbeitete er die Konzeption für die Ortsgeschichte „Im Schatten einer Großstadt. Eichenau 1907–2007“, an der er auch als (Mit-)Herausgeber und Autor mitwirkte.
Hejo Busley zählte 1999 zu den Mitbegründern der Stiftung Christophorus-Hilfswerk, die u. a. medizinische Projekte in Entwicklungsländern unterstützt.

## Forschungstätigkeit
Sein persönlicher Forschungsschwerpunkt entwickelte sich vom Mittelalter hin zur Neueren Geschichte und zur Zeitgeschichte. In seinen Forschungen beschäftigt sich Hejo Busley hauptsächlich mit dem Kirchenrecht in Deutschland (unter besonderer Berücksichtigung Bayerns), der Zeitgeschichte in Bayern sowie der Rolle Bayerns bei der deutschen Einigung 1870/71.
1971 war er verantwortlich für die Konzeption und Durchführung der Ausstellung „Bayern und die deutsche Einigung 1870/71“, auf der erstmals geheime Originaldokumente über Geldwünsche von Ludwig II. an Otto von Bismarck, gezeigt wurden.
Ab 1988 konnte Hejo Busley die Verwaltung des Landkreises dafür gewinnen, ein umfassendes „Landkreisbuch“ herauszugeben, an dem  zahlreiche Fachleute mitarbeiteten. Es wurde zum Standardwerk über den Landkreis und beispielgebend für ähnliche Bemühungen in Bayern. Die umfassend konzipierte Reihe „Beiträge zum Landkreis Fürstenfeldbruck. Natur-Geschichte-Kultur“, kam über den ersten Band „Flüchtlinge und Vertriebene im Landkreis Fürstenfeldbruck. Aspekte ihrer Eingliederung“, den seine Schülerin Angelika Schuster-Fox verfasste, nicht hinaus.

## Schriften (Auswahl)

### Monografien
- Die Geschichte des Freisinger Domkapitels von den Anfängen bis zur Wende des 14./15. Jahrhunderts. Dissertation masch., München 1956.
- Bayern und die deutsche Einigung 1870/71 (= Ausstellungskataloge der bayerischen Archive. 6). München 1971.
- Die Traditionen, Urkunden und Urbare des Klosters Neustift bei Freising (= Quellen und Erörterungen zur bayerischen Geschichte. NF 19). München 1961.

### Herausgeberschaften zur Regionalgeschichte im Landkreis Fürstenfeldbruck
- Hejo Busley et al. (Hrsg.): Der Landkreis Fürstenfeldbruck. Natur Geschichte – Kultur. Fürstenfeldbruck 1992.
- Hejo Busley et al. (Hrsg.): Geschichte im Schatten einer Großstadt. Eichenau 1907–2007. München 2007.

### Artikel in Lexika
- Mehrere Artikel zu Italienische Bistümer. In: Lexikon für Theologie und Kirche. Freiburg 1957 ff.
- Archive (zusammen mit Raymund Kottje). In: Staatslexikon der Görres-Gesellschaft. 7. Aufl. Band 1, Freiburg 1985, Sp. 330–334.
- Konkordat sowie Konkordatspolitik. In: Historisches Lexikon Bayerns.

### Historische Karten
u. a. In: Max Spindler, Gertrud Diepolder (Hrsg.): Bayerischer Geschichtsatlas. München 1969.

### Unterrichtswerke
- Spiegel der Zeiten. Band 2: Vom Frankenreich bis zum Westfälischen Frieden Frankfurt/M. 1969 (Mit Lehrerhandreichung, Lernziele und Lernschritte, Heft 2, 1975).
- Geschichtliche Weltkunde (zusammen mit Wolfgang Hug, Franz Bahl), 3 Bde., Frankfurt/M. 1975.
- Unsere Geschichte (zusammen mit Hubert Glaser, Wolfgang Hug), 3 Bde., Frankfurt/M. 1984.